# Elytrimitatrix nogueirai
Elytrimitatrix nogueirai es una especie de escarabajo longicornio del género Elytrimitatrix, familia Cerambycidae, orden Coleoptera. Fue descrita científicamente por Heffern & Santos-Silva en 2016.

## Descripción
Mide 16,1 milímetros de longitud.

## Distribución
Se distribuye por México.